# Ялиця грецька
{{#ifeq:0|0|{{#if:Abies cephalonica|{{#if:|[[]}}|[[]]}}}}
Яли́ця гре́цька (Abies cephalonica, грец. Κεφαλληνιακή ελάτη) — вид ялиць родини соснових. Видовий епітет вказує на Кефалонію.

## Поширення, екологія
Вид є ендеміком Греції, насамперед Пелопоннесу і острова Кефалонія. A. cephalonica знаходиться між 400 і 1800 м і рідко до 2000 м і більше. Росте в чистих насадженнях, а іноді і з Juniperus oxycedrus, як правило, на височинах, в той час, як на нижчих висотах, можна знайти в асоціації з Fagus orientalis, Quercus, Castanea sativa і Pinus nigra. Росте на ґрунтах, отриманих з різних батьківських матеріалів, таких як вапняк, доломіт, сланці, серпентин, пісковик, слюди з рН від 5 до 8. Воліє вологі, родючі, добре дреновані ґрунти.

## Опис
A. cephalonica — вічнозелене хвойне вузько конічне дерево, що досягає висоти 25–35 (рідко 40) метрів. Темно-зелене листя голчасте, сплющене з загостреним кінчиком, до 3 см в довжину і 2 мм шириною. Стовбур може досягти діаметра до 1 м. Сіра / світло-коричнева кора гладка, стаючи неглибоко тріщинувата з віком. Квіти це блідо-жовті пилкові шишки. Плоди -- прямостоячі шишки, до 20 см в довжину і 4 см шириною, темно-фіолетові в молодості, а дозрілі — коричневі. Червонувате, нерівне насіння довжиною від 10 до 19 міліметрів має від 12 до 20 міліметрів довжиною крила. Тисяча насінин важать від 50 до 65 грамів.

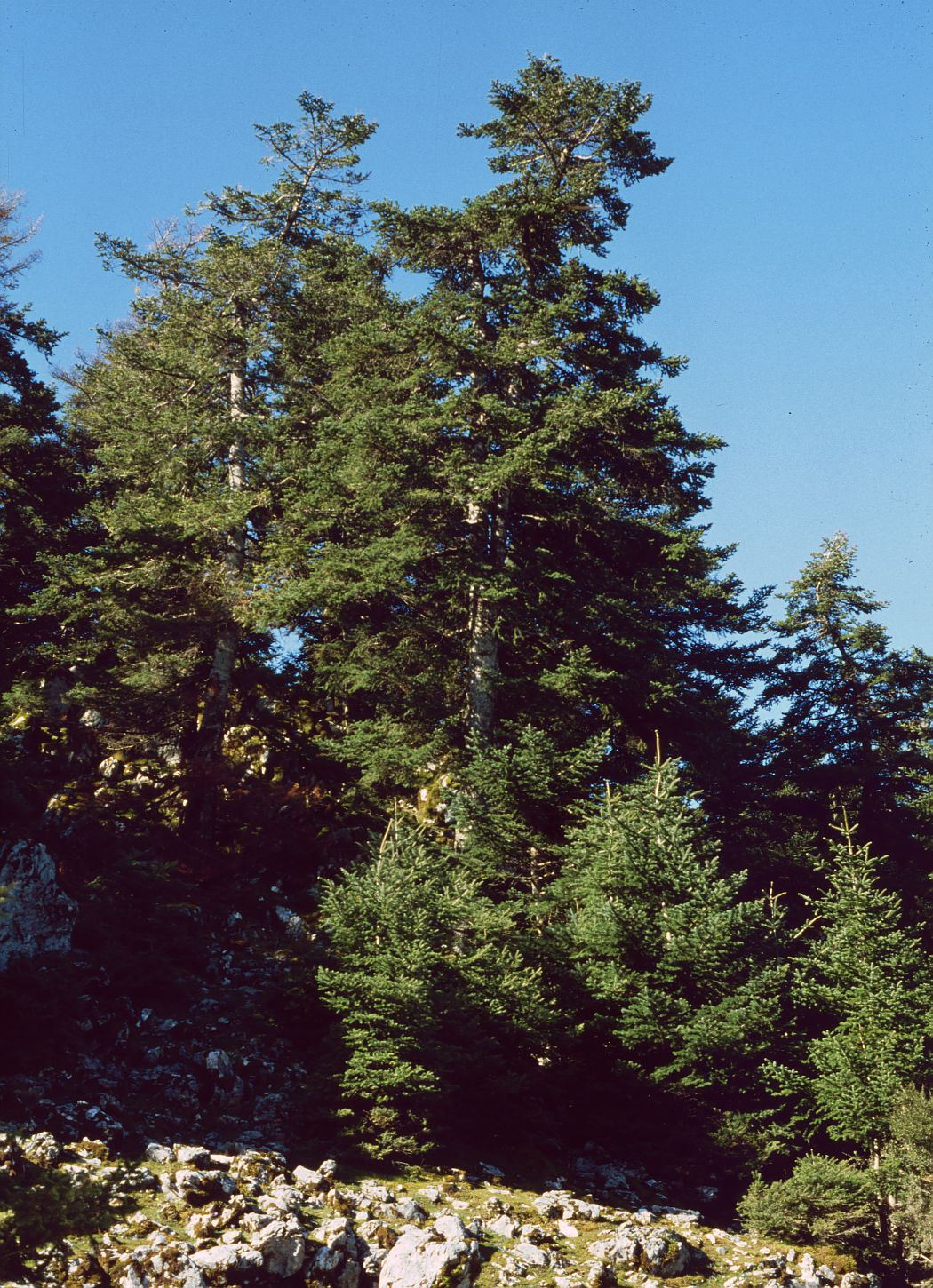
Дерева
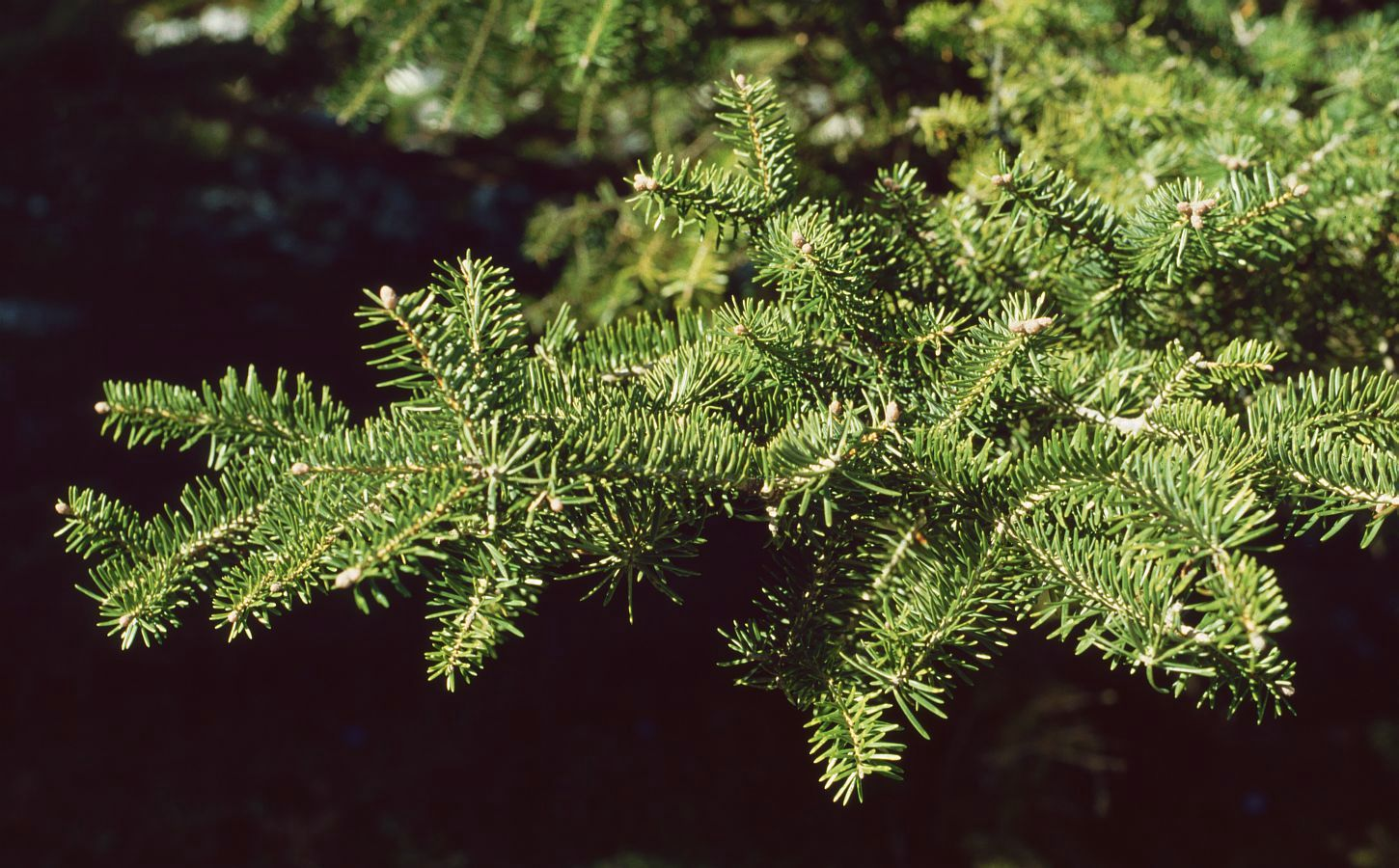
Листя
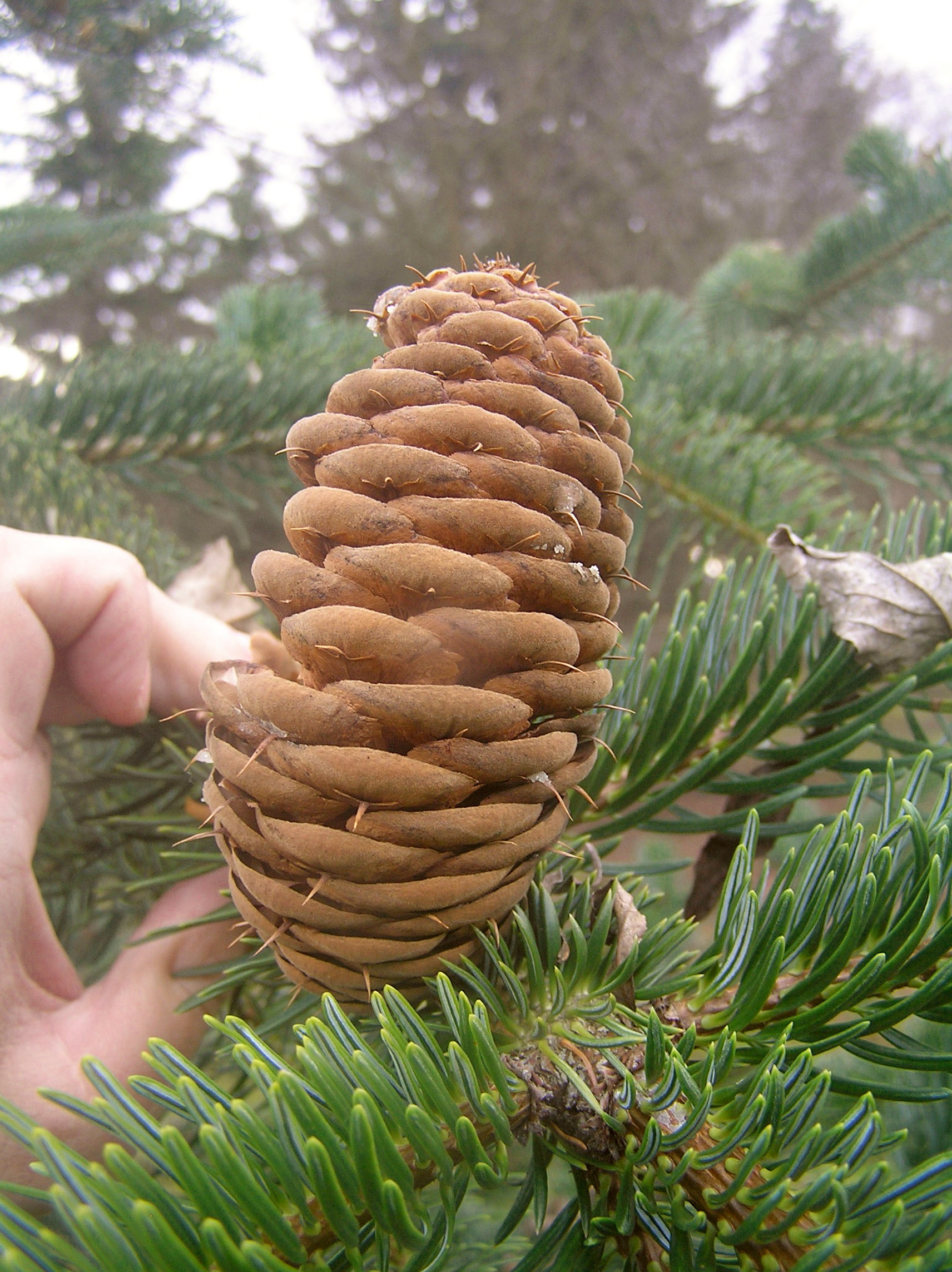
Жіноча шишка
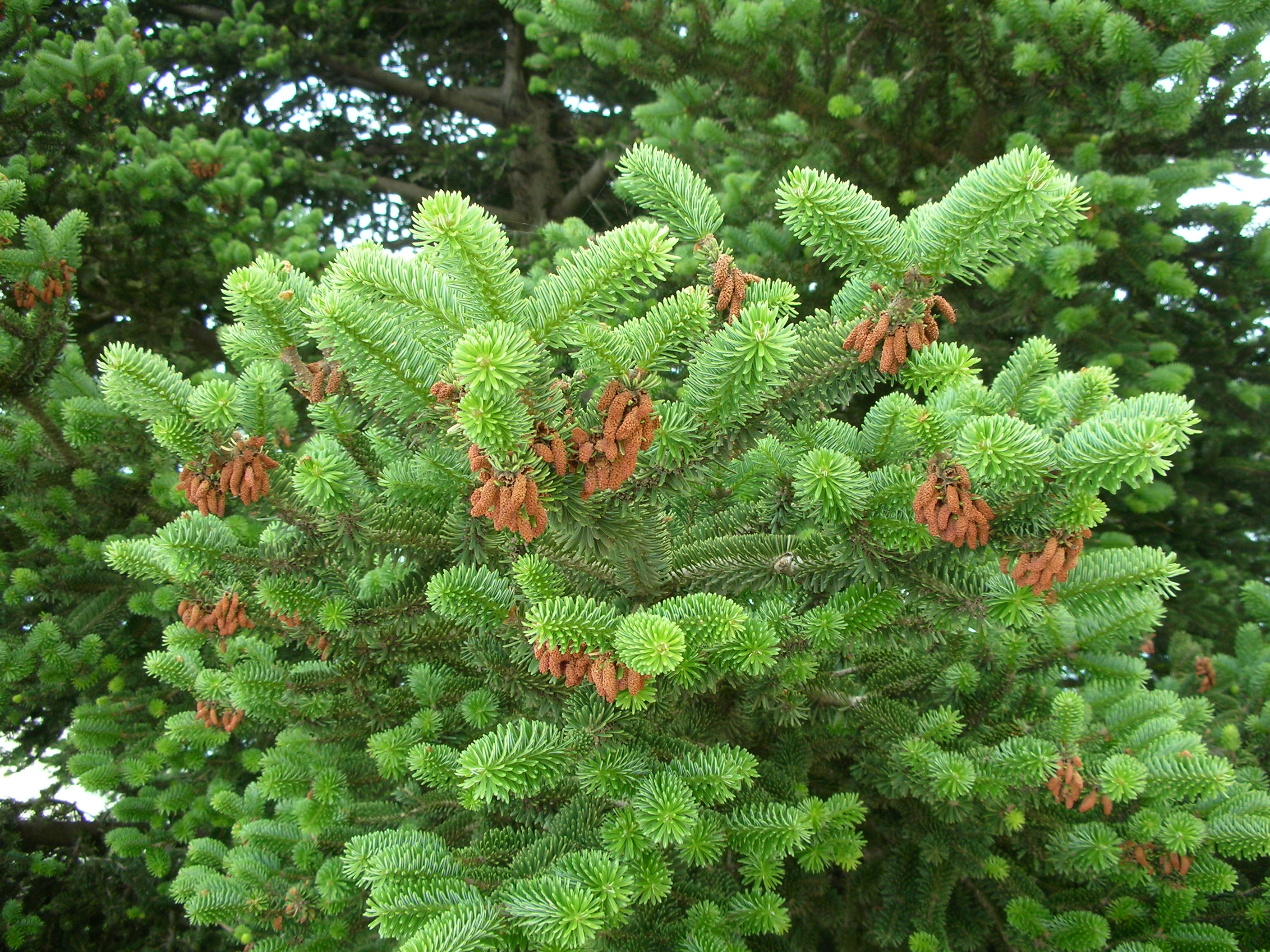
Чоловічі шишки

## Використання
Насіння привабливе для деяких птахів. М'яка, майже біла деревина використовується як будівельна, так і паливна деревина. Цей вид також саджають як декоративне дерево, а молоді дерева продаються як різдвяні дерева.

## Загрози та охорона
Випас, рубки лісу, сільське господарство, мисливство та пожежі є основними чинниками, що викликають деградацію природних екосистем і в тому числі, пов'язані з посухою екстремальних періодів, зараження омелою, патогенами або комахами. Найбільшою сучасною загрозою є пожежі, до яких вид не пристосований. Виду надається захист у ряді національних парків. Проте, населення в національному парку Маунт-Парніта скоротилося на 2180 га в 2007 році в результаті пожежі.